# Gemeinderatswahl in St. Pölten 1955
Die Gemeinderatswahl 1955 fand am 24. April 1955 statt und war die zweite Gemeinderatswahl in St. Pölten nach Kriegsende. Die Sozialistische Partei Österreichs konnte mit leichtem Stimmgewinn die meisten Stimmen auf sich vereinen und die absolute Mehrheit erringen.

## Ausgangslage
Bei der Wahl vom 7. Mai 1950 konnte die SPÖ, trotz leichter Verluste zur letzten Wahl, die meisten Stimmen auf sich vereinen und die absolute Mehrheit erringen. Während die ÖVP Stimmen verlor, errang der Linksblock relativ starke Gewinne. Kurz vor der Wahl, im Jänner 1955, wurde das Stadtgebiet nach Beschluss des Landes Niederösterreich verkleinert. Die ausgemeindeten 14 Katastralgemeinden hatten eine Gesamtfläche von über 26 km², jedoch nur 1.640 Einwohner.

### Wahlwerbende Parteien und Wahlverlauf
Bei den Wahlen traten die drei schon zuvor im Gemeinderat vertretenen Parteien an. Die Sozialistische Partei Österreichs (SPÖ) trat mit Wilhelm Steingötter als Spitzenkandidat an, die Österreichische Volkspartei (ÖVP) schickte Anton Buchberger ins Rennen. Die Wahlgemeinschaft Österreichische Volksopposition (VO), einer Wahlgemeinschaft aus Kommunistische Partei Österreichs (KPÖ) und der Linkssozialen Partei, trat unter Franz Käfer an.

## Wahlergebnis
Bei der Wahl vom 24. April 1955 konnte die SPÖ erneut die meisten Stimmen auf sich vereinen und mit leichten Gewinnen die absolute Mehrheit erringen. Während die VO stark an Stimmen verlor errang die ÖVP Gewinne.
|                    | Ergebnisse 1955 | Ergebnisse 1955 | Ergebnisse 1955 | Ergebnisse 1950 | Ergebnisse 1950 | Ergebnisse 1950 | Differenzen | Differenzen | Differenzen |
| ------------------ | --------------- | --------------- | --------------- | --------------- | --------------- | --------------- | ----------- | ----------- | ----------- |
| Stimmen            | %               | Mand.           | Stimmen         | %               | Mand.           | Stimmen         | %           | Mand.       |             |
| Wahlberechtigte    | 27.524          |                 |                 | 28.447          |                 |                 | - 923       |             |             |
| Abgegebene Stimmen | 26.181          | 95,1 %          |                 | 26.960          | 94,8 %          |                 | - 779       | + 0,3 %     |             |
| ungültige Stimmen  | 716             | 2,7 %           |                 | 535             | 2,0 %           |                 | + 181       | + 0,7 %     |             |
| gültige Stimmen    | 25.465          | 97,3 %          |                 | 26.425          | 98,0 %          |                 | - 960       | - 0,7 %     |             |
| Partei             |                 |                 |                 |                 |                 |                 |             |             |             |
| SPÖ                | 13.458          | 52,8 %          | 22              | 13.557          | 51,3 %          | 22              | - 99        | + 1,5 %     | ± 0         |
| ÖVP                | 8.826           | 34,7 %          | 15              | 8.486           | 32,1 %          | 13              | + 340       | + 2,6 %     | + 2         |
| VO                 | 3.181           | 12,5 %          | 5               | 4.382           | 16,6 %          | 7               | - 1.201     | - 4,1 %     | - 2         |
| Gesamt             | 24.465          | 100,0 %         | 42              | 26.425          | 100,0 %         | 42              | - 960       | ± 0         | ± 0         |

## Auswirkungen
Wilhelm Steingötter wurde erneut zum Bürgermeister von St. Pölten gewählt, seine Stellvertreter bleiben Andreas Buchberger von der ÖVP und Wenzel Kaska von der SPÖ. Nach dem Tod Kaskas 1956 bekleidete Engelbert Laimer den Vizebürgermeisterposten. Von den elf Stadträten stellte die SPÖ sechs, die ÖVP vier und die VO einen.